# Centrale nucléaire de Taipingling
La centrale nucléaire de Taipingling est une centrale nucléaire chinoise située dans le Xian de Huidong, province du Guangdong en Chine. 
Le propriétaire et exploitant de la centrale est la CGN Huizhou Nuclear Power Co. (co-entreprise de CGNPC). Le maitre d'œuvre est la CGNPC. 
Depuis juin 2025, trois réacteurs à eau pressurisée (REP) de modèles Hualong-1 sont actuellement en construction. Un autres réacteurs Hualong-1 est planifié sur le site, et deux derniers sont à l'étude, pour un total de six réacteurs. 

## Historique

### Phase 1
La construction est approuvée lors du 13ème plan quinquennal chinois. La construction des deux premiers réacteurs commence en décembre 2019 et en octobre 2020. Le coût de la construction est estimé à 120 milliards de yuan (dont 41 milliards payés par le CGN) soit 15 milliards d'euros,. Ils devraient entrer en fonction en 2025 et 2026.

### Phase 2
La phase 2 est approuvé le 29 décembre 2023 par le conseil d'État chinois pour la construction de deux autres réacteurs Hualong-1 (unités no 3 et 4). La construction de Taipingling-3 débute le 10 juin 2025.  

## Caractéristiques techniques
Les réacteurs Hualong-1 (version CGNPC) sont des réacteurs à eau pressurisée de troisième génération de conception chinoise. Leur puissance électrique nette est de 1 116 MWe.

### Définition
Les caractéristiques des réacteurs sont données dans le tableau ci-après, les données sont principalement issues de la base de données PRIS (Power Reactor Information System) de l’Agence internationale de l'énergie atomique (AIEA).
Base de données établie par l'AIEA qui définit ainsi les termes :
- La puissance nette correspond à la puissance électrique délivrée sur le réseau et sert d'indicateur en termes de puissance installée,
- La puissance brute correspond à la puissance délivrée par l'alternateur (= puissance nette augmentée de la consommation interne de la centrale),
- La puissance thermique correspond, à la puissance délivrée par la chaudière nucléaire

Le début de construction correspond à la date de coulage des fondations du bâtiment réacteur. Une tranche (nom utilisé pour un réacteur complet) est considérée comme opérationnelle après son premier couplage au réseau. La mise en service commercial est le transfert contractuel de l’installation du constructeur vers le propriétaire ; en principe après réalisation des tests réglementaires et contractuels et après fonctionnement continu à 100 % pendant une durée définie au contrat de construction.
| Unité         | Statut          | Modèle    | Puissance   | Puissance   | Puissance        | Exploitant                    | Maitre d'œuvre | Début de construction | Premièredivergence | Raccordement au réseau | Mise en service commercial |
| Unité         | Statut          | Modèle    | Nette [MWe] | Brute [MWe] | Thermique [MWth] | Exploitant                    | Maitre d'œuvre | Début de construction | Premièredivergence | Raccordement au réseau | Mise en service commercial |
| ------------- | --------------- | --------- | ----------- | ----------- | ---------------- | ----------------------------- | -------------- | --------------------- | ------------------ | ---------------------- | -------------------------- |
| Phase 1       |                 |           |             |             |                  |                               |                |                       |                    |                        |                            |
| TAIPINGLING-1 | En construction | Hualong-1 | 1 116       | 1 202       | 3 190            | CGN-Huizhou Nuclear Power Co. | CGNPC          | 26 décembre 2019      |                    | 2025                   |                            |
| TAIPINGLING-2 | En construction | Hualong-1 | 1 116       | 1 202       | 3 190            | CGN-Huizhou Nuclear Power Co. | CGNPC          | 15 octobre 2020       |                    | 2026                   |                            |
| Phase 2       |                 |           |             |             |                  |                               |                |                       |                    |                        |                            |
| TAIPINGLING-3 | En construction | Hualong-1 | 1 116       | 1 202       | 3 190            | CGN-Huizhou Nuclear Power Co. | CGNPC          | 10 juin 2025          |                    |                        |                            |
| TAIPINGLING-4 | En projet       | Hualong-1 | 1 116       | 1 200       | 3 190            | CGN-Huizhou Nuclear Power Co. | CGNPC          |                       |                    |                        |                            |
| Phase 3       |                 |           |             |             |                  |                               |                |                       |                    |                        |                            |
| TAIPINGLING-5 | À l'étude       | Hualong-1 | 1 116       | 1 200       | 3 190            | CGN-Huizhou Nuclear Power Co. | CGNPC          |                       |                    |                        |                            |
| TAIPINGLING-6 | À l'étude       | Hualong-1 | 1 116       | 1 200       | 3 190            | CGN-Huizhou Nuclear Power Co. | CGNPC          |                       |                    |                        |                            |